# Feicheng
Koordinaten: 36° 11′ N, 116° 46′ O
Die Stadt Feicheng (肥城市,  Féichéng Shì) ist eine kreisfreie Stadt in der chinesischen Provinz Shandong. Sie gehört zum Verwaltungsgebiet der bezirksfreien Stadt Tai’an. Die Fläche beträgt 1.277 Quadratkilometer und die Einwohnerzahl 600.866 (Stand: Zensus 2020). 1999 zählte Feichang 960.232 Einwohner.

## Geschichte
Die Stadt Feicheng entstand während der westlichen Zhou-Dynastie. Der Landkreis Feicheng wurde um 2200 v. Chr. gegründet.
Auf dem Stadtgebiet befindet sich teilweise die Große Mauer des Staates Qi.

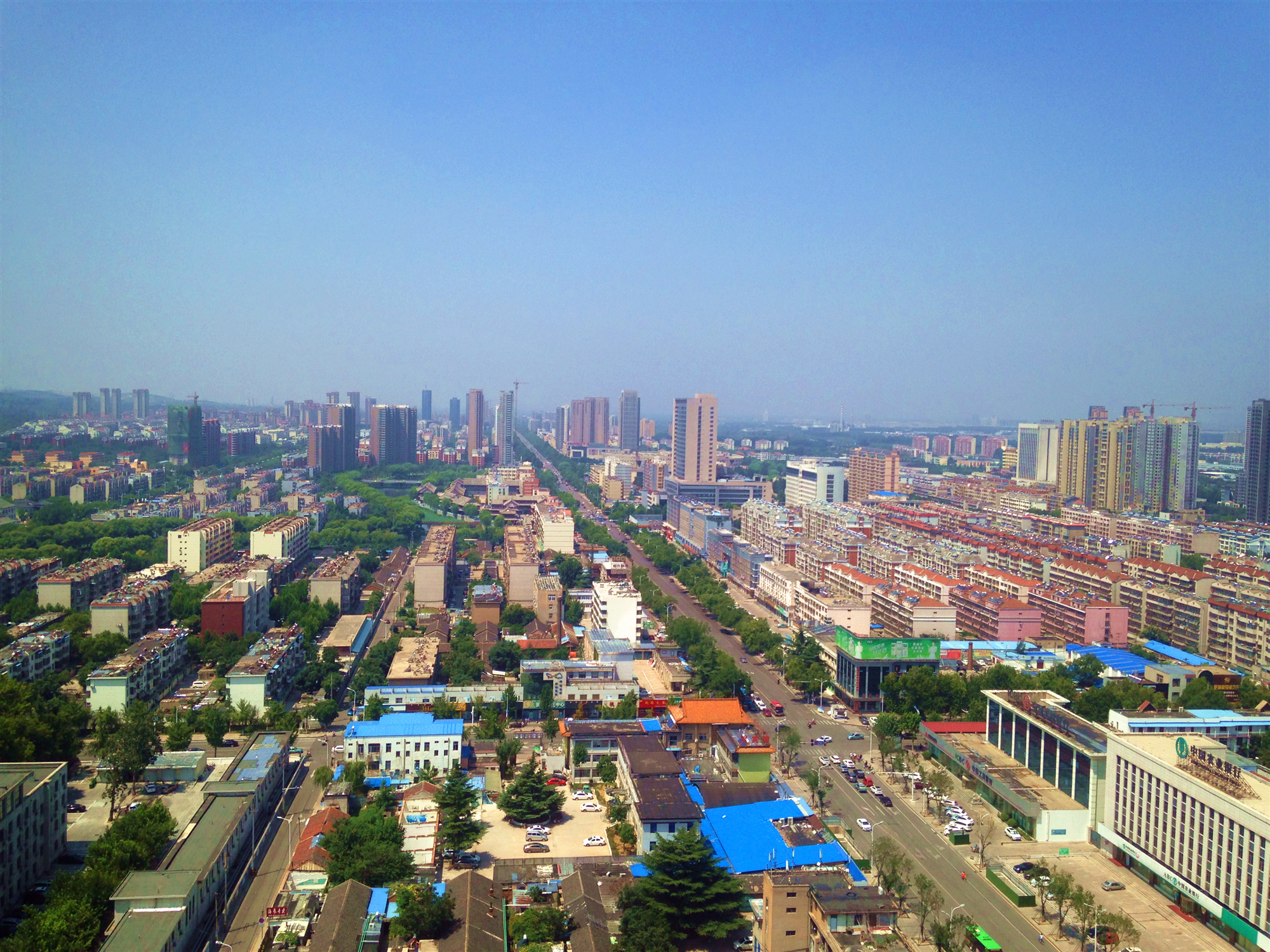
Feicheng

## Söhne und Töchter der Stadt
- Zuo Qiuming, chinesischer Autor
- Xiao Jianhua (* 1972), chinesischer Milliardär